# Richard Stilgoe
Sir Richard Henry Simpson Stilgoe (Camberley, 28 marzo 1943) è un paroliere, librettista e compositore britannico.

## Biografia
Richard Stilgoe è nato a Camberley, nel Surrey, ed è cresciuto a Liverpool prima di trasferirsi a Cambridge per studiare al Clare College. Nel 1966 ha tatto il suo debutto sulle scene londinesi in veste d'attore nel musical Jorrocks. Negli anni successivi lavorò spesso in televisione come autore di single e canzoni satiriche. Stilgoe è noto soprattutto come paroliere per musical di grande successo grazie alle collaborazioni con Andrew Lloyd Webber.
Nel 1982 ha riadattato i testi di T.S. Eliot per il musical Cats, a cui seguirono i testi delle canzoni di Starlight Express nel 1984. Nel 1986 ha collaborato con Charles Hart come paroliere e librettista di The Phantom of the Opera. Nel corso della sua carriera ha ottenuto tre candidature ai Tony Award: al miglior libretto e alla migliore colonna sonora per The Phantom of the Opera e alla migliore colonna sonora per Starlight Express. Dopo il successo dei suoi musical a Londra e Broadway, Stilgoe si è dedicato all’attività filantropica grazie ai diritti d’autore degli spettacoli, fondando l’associazione benefica Alchemy Foundation e l’Orpheus Center.
Stilgoe è stato sposato due volte. Dalla prima moglie Lizzie ha avuto i figli Rufus e Jemima, mentre dalla seconda moglie, la cantante lirica Annabel Hunt, ha avuto i tre figli Holly, Jack e Joe Stilgoe.